# Усть-Чижапка
Усть-Чижа́пка (южносельк. Лалкына́ӄ — устье язёвой реки, Чаҗа́ӄӄынаӄ — устье р. Чижапка) — село в Каргасокском районе Томской области. Административный центр Усть-Чижапского сельского поселения.

## География
Современный населённый пункт Усть-Чижапка находится на 120-м км левого берега Васюгана, чуть ниже устья р. Чижапки.

## История

### Селькупы
Исторический населённый пункт южных селькупов (группа чумэлкуп). Селькупские юрты располагались на левом высоком берегу Чижапки при впадении ее в Васюган. В селении было три дома. Хантыйское название – Вэнь йоган ун – «Устье узкой реки» (Чижапка по-хантыйски Вэнь йоган – «Узкая река»). Основной и практически единственной фамилией в юртах были селькупы Мурасовы. В 1897 г.: 2 хозяйства – 8 человек жителей. В 1911 г.: 7 хозяйств – 32 селькупа. Поселение входило в Лариатскую инородческую волость Нарымского края.
До 1976 г. центром Усть-Чижапского сельского поселения был п. Усть-Чижапка, где находилась средняя школа, интернат народов Севера, участковая больница, а во время войны — два детских дома, эвакуированные из Ленинграда.
В 1995 г. в Усть-Чижапке проживала только одна жительница-селькупка Капитолина Дорофеевна Келекельдина родом с р. Чижапки.

#### Археология

##### Усть-Чижапские находки
В устье р. Чижапки найдено несколько предметов из бронзы и меди, а именно: половина тонкой пластинки с изображением стоящего человека, медная ажурная пластинка с изображением двух животных с головами, направленными в противоположные стороны; медное изображение двух животных (оленей?) с раскрытой пастью; плоский топор со втулкой и с изображением животного на обухе; медное изображение птицы с опущенными крыльями; медное полое изображение головы животного; медное ажурное литьё в виде пластинки, составленное из пяти голов животных.

##### Усть-Чижапское селище
Расположено у устья р. Чижапки. Здесь видны следы старинных жилищ и найдены различные медные вещи: бронзовый котёл скифского типа, медный наконечник в виде короткого долота, бронзовый нож с изображением каких-то зверей. На этом месте ещё в последней четверти XIX в. стояла священная берёза, у которой остяки складывали и развешивали различные предметы: медные и серебряные монеты, шкурки животных и др. вещи.

#### Ремёсла
В старину берестяные лодки покрывались узорами, рассказала Евгения Андреевна Синарбина из пос. Усть-Чижапки (куда её семья переехала из юрт Айполовых). Евгения Андреевна продемонстрировала грубо обработанную кость (18 см длиной) с утолщением на заднем конце и со следами трёх зарубок (чёрточек) на переднем конце. Она сказала, что это остаток инструмента, которым работал её дед. Вытащенный ею предмет служил рукояткой костяного ножа, к переднему концу которой привязывалось жилами острое костяное лезвие. По словам Е. А. Синарбиной, «Таким ножом процарапывали узоры на берестяных лодках». Она рассказала, что узоры процарапывались только на бортах у носа и кормы. «Вырезали птиц, рыб, всякие круги и другие знаки».

### Спецпереселенцы
В декабре 1931 года в посёлке Усть-Чижапка находилось 114 семей — 479 человек спецпоселенцев.
На 1934 г. в Усть-Чижапской спецкомендатуре НКВД было 4 сельхозартели, 8 кустарных промартелей и рыбный трест. В посёлке Усть-Чижапка располагался колхоз «Труд».
В Усть-Чижапской поселковой комендатуре основными были зерновые: гречка, лен, овес, просо, пшеница, рожь, ячмень. Как ни странно, но пробовали выращивать: брюкву, буряк, картофель, капусту, лук, морковь, огурцы, подсолнечник, помидоры, редьку.
Всего по комендатуре в 1934 г. было засеяно 192,02 га ржи, урожайность по разным спецпоселкам составляла от 3,5 до 10 центнеров с гектара. Из этого объёма посевных площадей единоличниками было засеяно 29,97 га, при валовом сборе 270,24 центнеров средняя урожайность составляла 9 центнеров с гектара.
План посева ржи на 1935 г. предполагал засеять 302,04 га.
Если на декабрь 1931 г. в зону ответственности Усть-Чижапской поселковой комендатуры Каргасокской участковой комендатуры входило 9 поселков (Берёзовка, Жёлтый Яр, Забегаловский, Карауловский, Курундай, Периянкинский, Усть-Пассал, Усть-Салат, Усть-Чижапка), а в 1935 г. — 11 поселков, в которых было 6 школ, 3 детских сада, детский дом, дом матери и ребёнка, больница, то на конец 1940-х годов в состав Усть-Чижапского сельсовета входило только 8 поселков (Жёлтый Яр, Курундай, Новая Берёзовка, Салат, Старая Берёзовка, Усть-Чурулька, Усть-Чижапка, Эзель-Чвор).

## Население
| 1920 | 2002 | 2010 | 2012 | 2013 | 2014 | 2015 |
| ---- | ---- | ---- | ---- | ---- | ---- | ---- |
| 32   | ↗116 | ↘71  | ↘66  | ↘59  | ↘56  | ↗59  |
| 2021 |      |      |      |      |      |      |
| ↘32  |      |      |      |      |      |      |